# Alluvione in Texas del 2025
L'alluvione in Texas del 2025 è stata una calamità naturale che ha interessato la regione collinare del Texas nei giorni dal 4 al 7 luglio 2025, causata da un sistema convettivo a mesoscala alimentato dai resti della tempesta tropicale Barry. Le pioggie torrenziali hanno provocato l'esondazione del fiume Guadalupe, che nella notte fra il 3 e il 4 luglio ha registrato un aumento del livello delle acque di quasi 8 metri nel giro di 45 minuti. L'inondazione, che poi ha colpito altri fiumi, ha causato oltre 136 morti, colpendo oltre ai centri abitati anche diversi campi estivi che sorgevano lungo il corso del fiume.

## Contesto
La Texas Hill Country è nota per essere una delle zone degli Stati Uniti d'America con il più alto rischio di inondazioni improvvise, tanto da essere anche conosciuta con il nome di "Flash Flood Alley" (corridoio delle alluvioni lampo). Ciò è causato da una combinazione di colline ripide e terreno arido e argilloso, dove l'acqua tende a scorrere rapidamente incanalandosi verso i fiumi. Il fiume Guadalupe e i fiumi circostanti sono esondati più volte nel corso dei decenni, spesso con conseguenze mortali. Ad esempio l'inondazione del luglio 1987 uccise 10 persone, l'inondazione dell'ottobre 1998 causò 31 vittime, l'inondazione del maggio 2015 sul vicino fiume Blanco vide 13 morti e l'inondazione del giugno 2025 nella vicina San Antonio ne vide 13.
Secondo il rapporto di un gruppo intergovernativo di esperti sul cambiamento climatico vi è "elevata sicurezza" che gli eventi di precipitazioni estreme nell'America centrale e Nord-Orientale, legati alle condizioni di El Niño, stiano diventando più comuni a causa del cambiamento climatico.

## Cronologia degli eventi
Il 3 luglio alle 13:18 CDT, l'ufficio del Servizio Metereologico Nazionale di San Antonio diffuse un'allerta inondazione per la contea di Kerr e le aree vicine, annunciando precipitazioni intense fra i 25 e i 76 mm di pioggia con possibili picchi di 130-180 mm. L'allarme fu confermato alle 18:10 CDT dal Weather Prediction Center che confermava la presenza di un sistema convettivo a mesoscala che causava alto rischio di inondazioni con impatti significativi.
La pioggia iniziò a cadere violentemente la mattina del 4 luglio, con oltre 170 mm di pioggia nel giro di sole tre ore che causarono un improvviso innalzamento di quasi 8 metri del fiume Guadalupe. Nonostante ci fosse stato un ulteriore innalzamento dell'allerta da parte del Servizio Meteorologico Nazionale, i funzionari della contea di Kerr si limitarono ad inviare degli SMS di allerta anziché utilizzare il Sistema Integrato di Allerta e Avviso Pubblico per dare l'allarme.
Il ritardo dell'allarme, unito all'orario notturno e alla rapidità dell'evento ha fatto sì che la piena sorprendesse la maggior parte delle persone nel sonno. Il maggior numero di vittime e dispersi si è avuto presso il campo estivo per ragazze Camp Mystic nella contea di Hunt, dove i bungalow che sorgevano sulla riva del fiume sono spazzati via dalla piena del fiume causando la morte di 27 persone oltre a sei dispersi. La zona dove sorgevano i bungalow era stata segnalata come sito a rischio di inondazione dalla FEMA nel 2011, ma a seguito di un ricorso del campo estivo nessuna azione è stata fatta per metterli in sicurezza.
Le operazioni di soccorso, partite nella mattinata del 4 luglio mentre l'inondazione era ancora in corso, si sono inizialmente concentrate nella contea di Kerr e hanno visto all'opera oltre 1700 soccorritori fra professionisti e volontari, con il supporto di droni e 12 elicotteri, tra cui alcuni della National Guard e delle barche della Coast Guard.
Il 5 luglio la pioggia ha causato una seconda emergenza nell'area attorno al lago Travis a nord di Austin, che ha causato almeno 3 morti e 10 dispersi, e successivamente una terza nella contea di Comal. 
Nella giornata di sabato 6 l'emergenza si è spostata nella contea di Burnet, vicino Austin, dove a causa delle pioggie a esondare è stato il fiume Colorado orientale causando  2 morti e 6 dispersi. In totale oltre 136 persone sono morte nelle inondazioni.